# Hemicordulia virens
Hemicordulia virens – gatunek ważki z rodziny szklarkowatych (Corduliidae).